# Monolistra schottlaenderi
Monolistra schottlaenderi là một loài giáp xác trong họ Sphaeromatidae.